# Lorie
Lorie, pseudonimo di Laure Pester (Le Plessis-Bouchard, 2 maggio 1982), è una cantante francese.
Spesso è stata designata come l'equivalente francese di Britney Spears, specialmente all'inizio della sua carriera musicale.

## Biografia
Nata da Dominique Pester, programmatore radiofonico di RTL, e da una madre capo contabile, comincia la sua carriera sportiva nel pattinaggio artistico su ghiaccio a sei anni ma smette a 15 anni a causa di una frattura del menisco (è stata operata due volte) a pochi mesi dal Campionato di Francia di pattinaggio artistico.

### Gli inizi e i primi successi
Lorie decide allora di dirigere la sua carriera verso un'altra passione, la musica e dopo la maturità classica, Lorie comincia una serie di casting, accompagnata da suo padre, che diventerà più tardi il suo manager: ciò nonostante, a parte la tournée Baby boum dance, nel quale appare con lo pseudonimo di Laurie, non arriva null'altro.
Nel momento in cui sente dire che un amico di suo padre, collaboratore di RTL, il produttore Johnny Williams, cerca una ragazza giovane che sappia ballare e cantare, prende un appuntamento ed esce il suo primo titolo Près de moi, scritto da Johnny Williams e Louis Element, che non è tuttavia accettato da nessuna casa discografica. Williams decide allora di diffondere la canzone gratuitamente su Internet nel 2000. Il titolo è scaricato 15 000 volte in due mesi, il che permette a Lorie di firmare un contratto con la casa discografica Epic Records, e Près de moi esce finalmente come singolo, accompagnato da un video molto adolescenziale che avrà un buon successo nel 2001: le vendite raggiungono le 500 000 copie e il disco viene certificato come disco d'oro.
La sua ascensione verso il successo accelera: l'album Près de toi, uscito nell'ottobre dello stesso anno, diventa disco di platino. Successivamente vengono pubblicati Je serai (ta meilleure amie), che la rende l'invitata di tutte le trasmissioni televisive del momento, e Toute seule, rispettivamente disco d'oro e disco d'argento.

### Tendrement(2002)
Il suo secondo album, Tendrement, appare nel 2002 con due singoli, J'ai besoin d'amour e À 20 ans, ottenendo un ottimo successo. Nell'aprile 2002, Lorie partecipa alla colonna sonora del film Cenerentola II - Quando i sogni diventano realtà, cantando Oser ses rêves e pubblica il libro Mes secrets che diventa un best seller. Nello stesso periodo, ufficializza la sua storia d'amore con il cantante Billy Crawford.
Dopo una tournée (Lorie Live Tour), pubblica il libro Ma tournée ed il singolo Ne me dit rien estratto dalla sua tournée. Il suo primo disco è edito anche in Giappone, contenenti le versioni inglesi di Près de moi e Toute seule, come anche di Oser ses rêves. Inoltre, gira una pubblicità dove la si vede suonare la chitarra, per la marca Evian. Durante l'estate 2003, escono altri titoli come Sur un air latino, con il video girato a Cuba, che diventa velocemente il tormentone estivo francese, ed il suo primo album live, Lorie Live Tour.
Lorie è entrata al Museo Grévin di Parigi nell'ottobre 2003 dopo che un sondaggio l'aveva classificata tra le prime posizioni di popolarità per i giovani di meno di 15 anni. Si tratta della persona più giovane ad avere avuto la sua statua nel celebre museo delle cere parigino.

### AttitudeseRester la même(2004-2006)
In seguito, all'inizio del 2004, esce il suo terzo album studio intitolato Attitudes, con i singoli Week-end, Ensorcelée e successivamente La positive attitude: quest'ultimo ha ispirato all'inizio del 2005 lo slogan del Primo ministro francese Jean-Pierre Raffarin.

Lorie riparte allora sulle strade di una nuova tournée, il Week-end tour. Il singolo scritto da Jean-Jacques Goldman, C'est plus fort que moi, è l'estratto dalla sua seconda tournée. A giugno esce la sua linea di abbigliamento, chiamata semplicemente "Lorie", unicamente commercializzata nei grandi magazzini Z, che ottiene un gran successo.
Nel 2005 viene pubblicata la sua prima compilation, Best Of, con tutti i singoli più Les ventres ronds, inedito del Week-end tour, Toi & moi  e Quand tu danses, dedicato al suo nuovo compagno Chris.
In seguito viene pubblicato Rester la même, un album dalle diverse influenze, come zouk, RnB ed electro dove Lorie vuole rendere più matura la sua immagine. Il primo singolo che porta lo stesso titolo dell'album viene interpretato insieme al gruppo rap Second Degré. Seguono S.O.S., Parti pour zouker e Fashion Victim, estratto dalla terza tournée Lorie tour 2006.

### Attività televisiva e il ritorno alla musica (2007-)
Dopo anni di collaborazione con Johnny Williams, Lorie decide di produrre da sola le proprie pubblicazioni e di scegliere le proprie canzoni in maniera autonoma.
Il 26 novembre 2007 esce l'album 2lor en moi? composto da Frédéric Château, certificato disco d'oro alla fine dell'anno per le sue oltre 100 000 copie vendute.. A questo album segue Le Tour 2Lor iniziato il 3 ottobre 2008 e conclusosi nel dicembre dello stesso anno, interrompendo momentaneamente la sua carriera musicale.
Nell'estate di quell'anno infatti partecipa al film di TF1 Fire & Ice - La sfida più grande nel ruolo di una solitaria pattinatrice. In seguito partecipa come guest star al telefilm Febbre d'amore nel periodo in cui il cast ha transitato a Parigi. Nell'ottobre 2010 è protagonista insieme ad Alain Delon del film Un mari de trop.
A novembre 2011 riprende la sua attività musicale pubblicando l'album Regarde-moi, composto nuovamente da Frédéric Château, tuttavia si rivela un flop commerciale e ciò provoca la rottura con la casa discografica.
Nel 2012 pubblica con la nuova etichetta indipendente LMD2 Production Danse, un album di cover composto da Essaï Altounian, pubblicato l'8 ottobre sul sito vente-privee.com. Nell'album è contenuto il singolo Le coup de soleil, cantato originariamente da Riccardo Cocciante nel 1979. Per promuovere gli ultimi due album, Lorie ha annunciato un tour che si svolgerà nella primavera del 2013.

## Discografia

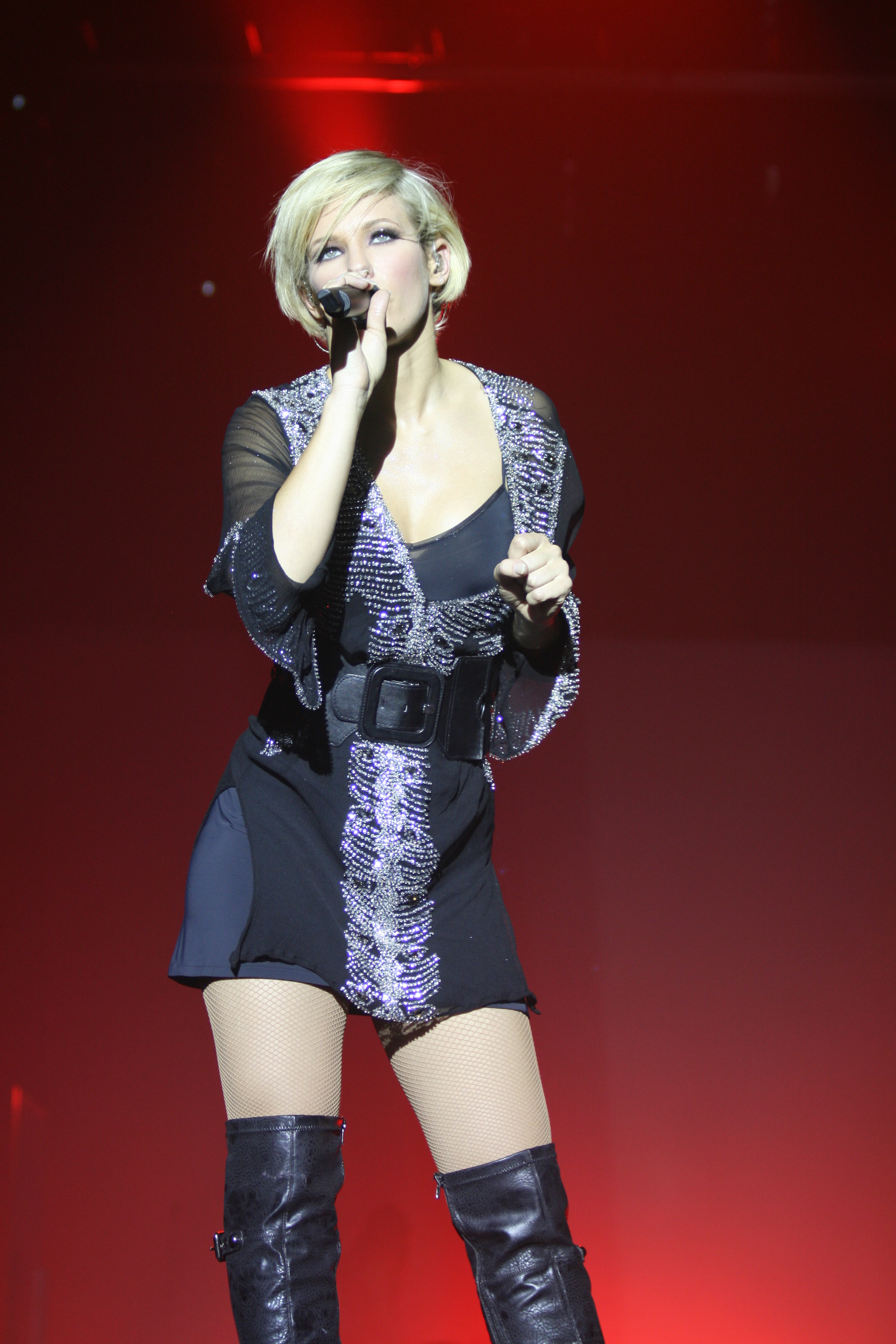
Lorie durante il Tour 2Lor nel 2008

### Album
- 2001 – Près de toi (Epic Records)
- 2002 – Tendrement (Epic Records)
- 2004 – Attitudes (Epic Records)
- 2005 – Best Of
- 2005 – Rester la même (Sony Music)
- 2007 – 2lor en moi? (Sony Music)
- 2011 – Regarde-moi (Columbia Records)
- 2012 – Danse (LMD2 Production)

### Singoli
- 1999 – Baby boum
- 2001 – Près de moi
- 2001 – Je serai (ta meilleure amie)
- 2002 – Toute seule
- 2002 – J'ai besoin d'amour
- 2002 – À 20 ans
- 2003 – Sur un air latino
- 2003 – Week-end
- 2004 – La positive attitude
- 2004 – Ensorcelée
- 2004 – C'est plus fort que moi
- 2005 – Toi & moi
- 2005 – Rester la même
- 2006 – S.O.S.
- 2006 – Parti pour zouker
- 2006 – Fashion Victim
- 2007 – Je vais vite
- 2008 – Play
- 2008 – 1 garçon
- 2011 – Dita
- 2012 – Le coup de soleil

### DVD
- Près de vous
- Tendrement vôtre
- Live Tour 2003
- Best Of
- Week-end Tour 2004
- Live Tour 2006

### Live
- 2003: Live Tour 2003
- 2004: Week End Tour
- 2006: Live Tour 2006

## Filmografia

### Cinema
- Dragon Blade - La battaglia degli imperi (Tian jiang xiong shi), regia di Daniel Lee (2015)

### Televisione
- Fire & Ice - La sfida più grande (De feu et de glace), regia di Joyce Buñuel – film TV (2008)
- Febbre d'amore (The Young and the Restless) – serial TV (2008)
- Un mari de trop, regia di Louis Choquette – film TV (2010)